# Georg Gottlieb Ammon
Georg Gottlieb Ammon (* 23. Mai 1773 in Bajorgallen; † 26. September 1839 in Veßra) war ein deutscher Pferdezüchter und Autor.

## Leben
Ammon war seit 1820 Inspektor des Gestüts Veßra. Sein Bruder Karl Wilhelm Ammon war gleichfalls ein bekannter Pferdezüchter.

## Werke
- Von der Zucht und Veredelung der Pferde durch Öffentliche und Privatgestüte (Berlin 1818)
- Ueber die Eigenschaften des Soldaten-Pferdes und die Mittel, die Zucht desselben zu befördern (Berlin, Posen und Bromberg: Ernst Siegfried Mittler 1828)
- Das sicherste Mittel, nur große und gut ausgebildete Pferde zu erziehen (Königsberg 1829)
- Handbuch der gesamten Gestütskunde und Pferdezucht (Königsberg 1833)